# Carretera Trans-Samaria
La Autopista 5, también llamada Autopista Trans-Samaria, es una de las principales autopistas de Israel, que conecta la costa mediterránea inmediatamente al norte de Tel Aviv con la llanura de Sharon y hacia el este con Ariel y otros asentamientos israelíes en el norte de Cisjordania.
El nombre de la autopista 5 se utiliza comúnmente para describir la sección de la carretera que va de la carretera al extremo occidental en el intercambio Glilot hasta donde llega a la entrada principal de Ariel. En la carretera, las intersecciones conectan cuatro autopistas arteriales importantes en la zona norte de Tel Aviv: la carretera costera (carretera 2), la carretera de Ayalon (carretera 20), la carretera de Geha (carretera 4) y la carretera cruzada de Israel (Carretera 6). También se conoce como Kvish Hotze Shomron, aunque este nombre se conoce cuando se refiere específicamente a la sección de la carretera en Cisjordania, es decir, más allá de la Línea Verde, donde continúa hacia el este hacia el valle del Jordán en Cisjordania. Esta sección de la Línea Verde hasta su extremo oriental también se denomina Derekh Haim (Camino de Haim, pero también "modo de vida") en homenaje al fallecido Haim Landau, exministro de Transportes de Israel.
La autopista 5, con los carriles de alta capacidad de 3 a 5 en cada dirección, solo alcanzaba inicialmente la Línea Verde y sirvió al área densamente poblada de Gush Dan. En Cisjordania, la carretera principal sigue la antigua carretera 505, que ahora está reservada al transporte judío. A principios de la década de 1990, con el crecimiento de Ariel y los asentamientos a su alrededor, surgió la necesidad de una carretera más moderna y más amplia que la carretera de una sola calzada, de inferior calidad. La autopista 5 se extendió unos 20 km al este de la Línea Verde, terminando casi a la vista de Ariel y sirviendo al bloque más grande de los israelíes en Cisjordania norte, que suma unas 50.000 personas, así como al gran parque industrial de Barkan.